# Georges Dillon-Kavanagh
Georges Arthur Dillon-Kavanagh du Fertagh (Nimes, Gard, 14 de febrer de 1873 – Laugnac, Lot-et-Garonne, 4 d'agost de 1944) va ser un tirador d'esgrima francès que va competir a cavall del segle xix i el segle xx.
El 1900 va prendre part en els Jocs Olímpics de París, en què fou setè en la prova de floret.
El 1906 disputà quatre proves del programa d'esgrima dels Jocs Intercalats d'Atenes. Guanyà la medalla d'or en les proves de floret i espasa per equips i la de plata en espasa.